# 黒いジェット機事件

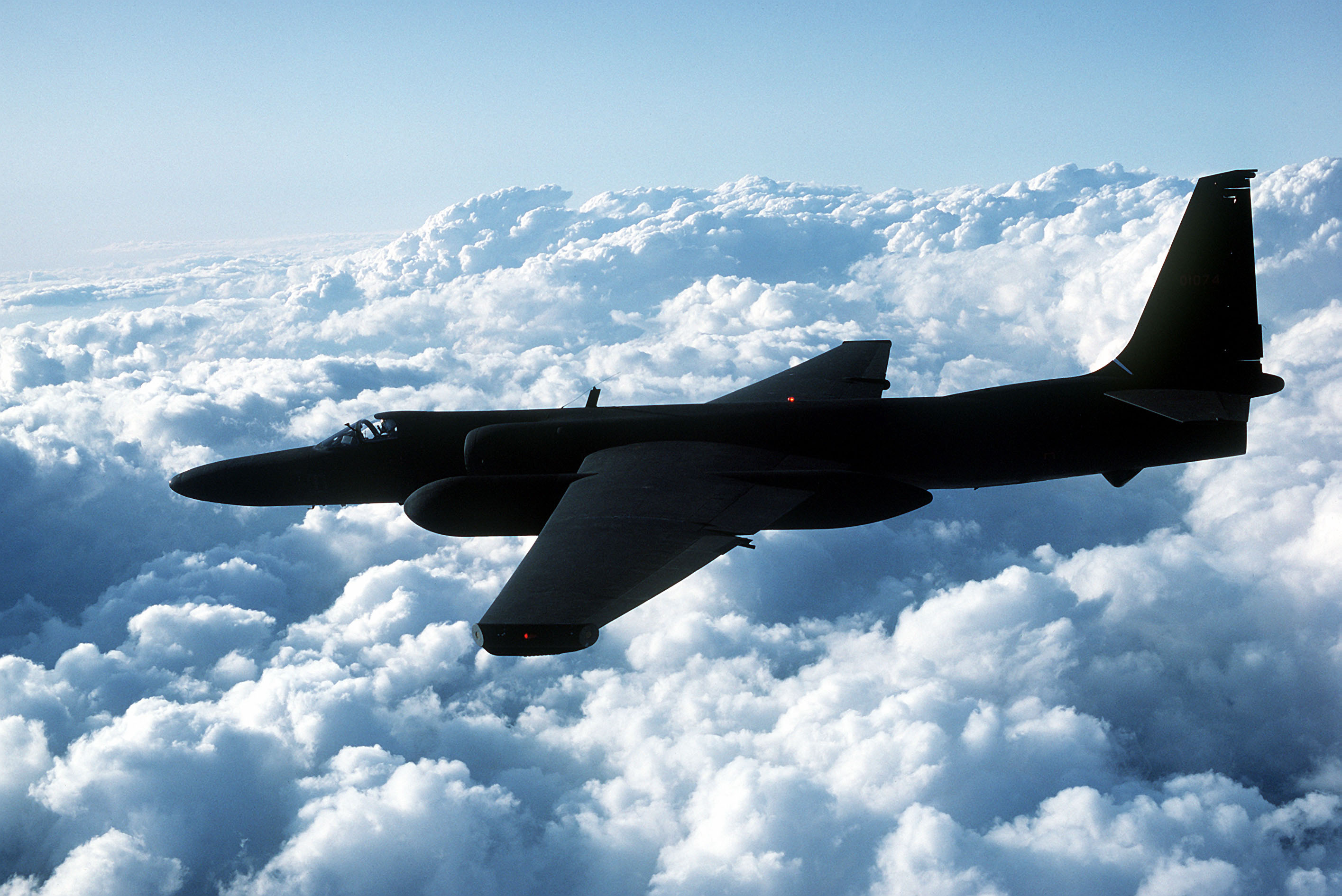
U-2同型機

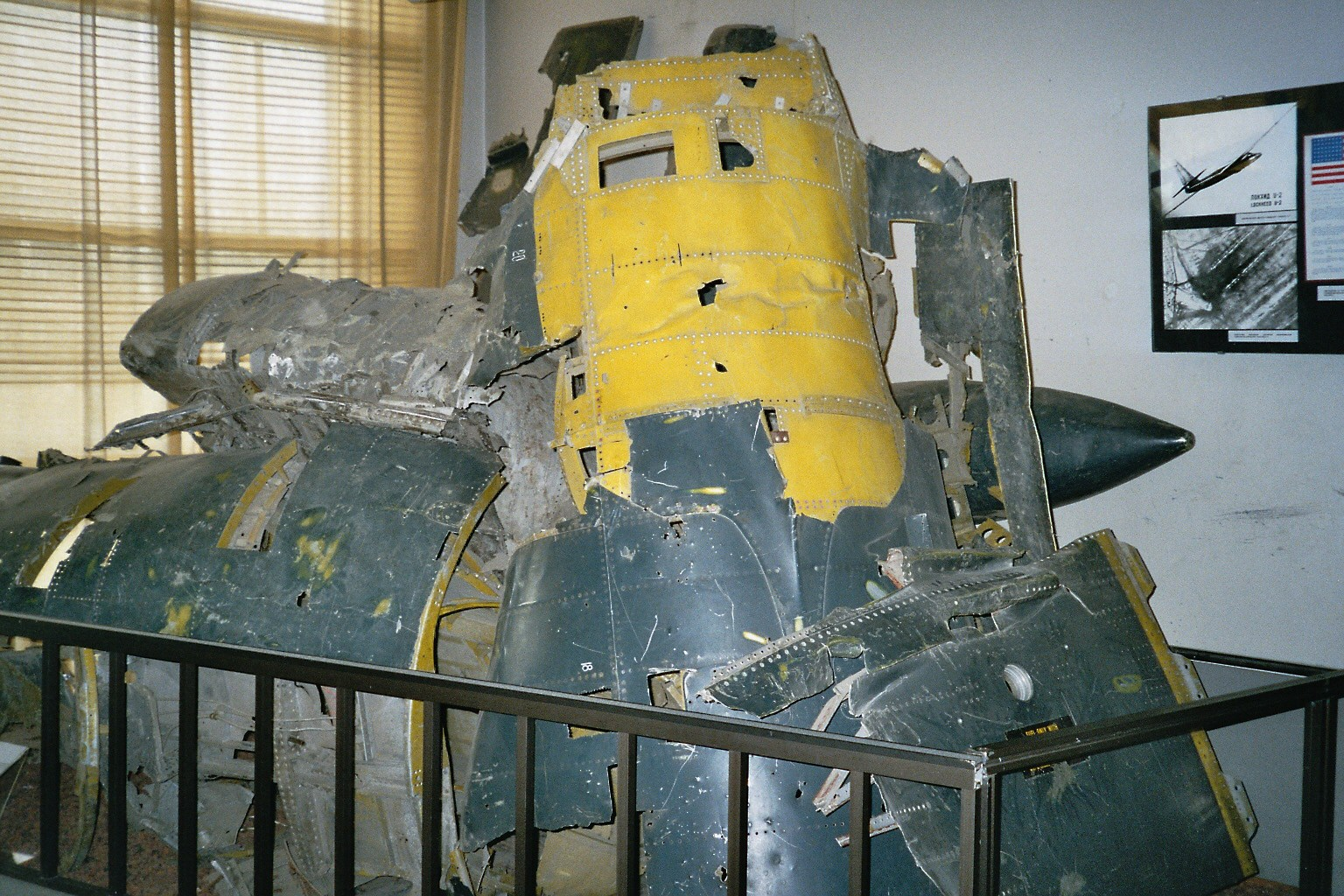
後にソ連領内で撃墜され、展示されているアーティクル360（56-6693）の残骸。

黒いジェット機事件（くろいジェットきじけん）とは、1959年（昭和34年）9月24日に神奈川県藤沢市の藤沢飛行場へ中央情報局（CIA）所属のロッキードU-2偵察機が不時着した事件である。

## 概要
9月24日は秋分の日の休日にあたり、藤沢飛行場では民間人がグライダーの発着訓練を行っていた。午後3時15分に突然、正体不明の航空機が胴体着陸を敢行してオーバーランの上、機体を損傷して草地に停止した。機体には国籍や所属を示す表記はなく、ただ449という数字のみが書かれていた。しばらくしてヘリコプターや軽飛行機が相次いで着陸し、平服の外国人が拳銃を握りながら降りてきて警戒線を張った。事故機から降機したパイロットは腰に帯銃しており、ヘリコプターに乗って飛び去った。
不時着した航空機はロッキードU-2偵察機であり、当時、冷戦下において東側諸国への偵察任務に就いていたものの、NACA（国家航空宇宙諮問委員会）が運用する高層気象観測機とされていた。
その後、藤沢警察署が捜査に到着したが、アメリカ軍関係者らしき人物らに現場検証を制止され、不時着機の写真を撮影した人物はアメリカ軍による家宅捜索を受けた。
また、この時にはグライダー大会が開催されており、多数の親子がU-2を目撃してしまった。そのため、日本在住の日本人にも関わらず、アメリカ軍の秘密保持契約に署名させられることとなった。
読売新聞や産経新聞、朝日新聞などの全国紙もこの事件を一切報道せず、わずかに翌25日付で神奈川新聞が小さく報じたのみである。その後、11月に発行された週刊少年サンデーで初めて大きく特集記事が組まれた。
なお、この件については1959年12月1日の第33回国会衆議院本会議で日本社会党の飛鳥田一雄によって採り上げられ、一般に知られるようになった。マスコミにおける「黒いジェット機事件」の名称はこの時以来のものである。なお、この際の国会質問では当該機は伊勢湾台風の大気上層部を調査していたとの航空宇宙局の発表の真偽について飛鳥田議員と藤山愛一郎外務大臣の間で論議されている。事件当日、伊勢湾台風は日本の南海上にあって中心気圧が900hPa前後の猛烈な勢力に発達しており、2万メートル以上の高高度を調査することは意義深いことであったと思われるが、真偽は不明である。伊勢湾台風は事件の2日後に紀伊半島に上陸した。
後に判明したところによると、不時着した機は厚木基地に配置されていた臨時気象偵察飛行隊第3分遣隊（WRS(D)-3：CIAでの呼称は「分遣隊C」）所属のアーティクル360（56-6693）であり、CIAのパイロット、トム・クルエルが操縦していた。同機はエンジンをJ57からJ75へ換装した機体であり、部隊では初飛行であった。そのため、飛行性能に感動したクルエルが飛び過ぎたことにより、燃料切れに陥ったのが事故の原因と考えられている。回収された同機は、本国で修理された後、アダナのインジルリク空軍基地に展開していたWRS(D)-2（分遣隊B）へ送られた。そして、1960年5月1日、ソ連領内を偵察飛行中に撃墜された（U-2撃墜事件参照）。